# Salvatore Rossini
Salvatore Rossini, né le 13 juillet 1986 à Formia en Italie, est un joueur italien de volley-ball. Il mesure 1,84 m et joue libero. Il totalise 5 sélections en équipe d'Italie.

## Clubs
| Club                        | De        | À         |
| --------------------------- | --------- | --------- |
| Pallavolo Città di Castello | 2010-2011 | 2010-2011 |
| Gabeca Pallavolo            | 2011-2012 | 2011-2012 |
| Top Volley Latina           | 2012-2013 | 2013-2014 |

## Palmarès
- Championnat d'Europe
  - Finaliste : 2013